# Liste der Monuments historiques in Soisy-sur-École
Die Liste der Monuments historiques in Soisy-sur-École führt die Monuments historiques in der französischen Gemeinde Soisy-sur-École auf.

## Liste der Bauwerke
| Bezeichnung      | Beschreibung | Standort | Kennzeichnung | Schutzstatus | Datum | Bild |
| ---------------- | ------------ | -------- | ------------- | ------------ | ----- | ---- |
| Kirche St-Aignan |              | (Lage)   | PA00088019    | Inscrit      | 1989  |      |

## Liste der Objekte
- Monuments historiques (Objekte) in Soisy-sur-École der Base Palissy des französischen Kultusministeriums